# Janez Orel
Janez Orel, slovenski kirurg, * 20. maj 1928, Ljubljana, †13. januar 1996.

## Življenje in delo
Po diplomi 1952 na Medicinski fakulteti v Ljubljani je postal 1960 specialist kirurg in 1970 doktor medicinskih znanosti. Sprva je bil zaposlen na kirurškem oddelku Splošne bolnišnice v Celju (1953-1963), nato na Kirurški kliniki v Ljubljani, v letih 1979−1993 je bil predstojnik Univerzitetne klinike za torokalno kirurgijo. Leta 1978 je postal izredni profesor, 1983 pa redni profesor na MF v Ljubljani. Strokovno se je izpopolnjeval v Lyonu (1968), Bristolu, Birmingham, Londonu (1972), Moskvi (1983), Torontu (1985) in na Japonskem (1985).
Glavno področje njegovega dela je bila kirurgija organov prsnega koša, zlasti pljuč in požiralnika. Vodil je več raziskovalnih skupin pri mednarodnih projektih zdravljenju raka pljuč in požiralnika. Objavil je več samostojnih publikacij, preko 100 znanstvenih in strokovnih razprav v domači in tuji literaturi ter preko 80 povzetkov predavanj s strokovnih srečanj.